# Anna Gaël
Anna Gaël, nom de scène d'Anna Gaël Thynn née Anna Abigail Gyarmathy le 27 septembre 1946 à Budapest et morte le 17 septembre 2022 à Paris, est une actrice française d'origine hongroise.

## Biographie
Après avoir mis fin à sa carrière d'actrice en 1981, Anna Gaël devient journaliste, correspondante de guerre, envoyée spéciale au Vietnam, en Afrique du Sud et en Irlande du Nord.

### Vie privée
En 1963, Anna Gaël épouse en premières noces Gilbert Pineau, un réalisateur de films français.
En 1969, Anna Gaël épouse l'aristocrate anglais Alexander George Thynn (6 mai 1932 – 4 avril 2020), vicomte Weymouth puis 7e marquis de Bath. Ils eurent deux enfants de leur mariage, dont Ceawlin Thynn, l'actuel 8e marquis de Bath.
Elle meurt à Paris le 17 septembre 2022 à dix jours de son 76e anniversaire.

## Filmographie

### Cinéma
- 1962 : Une histoire milanaise (Una storia milanese) d'Eriprando Visconti : L'amie de Valeria
- 1965 : Espions à l'affût de Max Pécas : Sybil
- 1966 : Via Macao de Jean Leduc : Véronique
- 1966 : Peau d'espion d'Édouard Molinaro : Kiki
- 1967 : Benjamin ou les Mémoires d'un puceau de Michel Deville : Célestine
- 1967 : Pension Clausewitz de Ralph Habib : Rita
- 1967 : Jugement à Prague (Hell is Empty) de John Ainsworth et Bernard Knowles : Anna
- 1968 : Bérénice de Pierre-Alain Jolivet : Bérénice
- 1968 : Le Démoniaque de René Gainville : Lucile Baller
- 1968 : Thérèse et Isabelle de Radley Metzger : Isabelle
- 1968 : Traquenards de Jean-François Davy : Agnès
- 1968 : Béru et ces dames de Guy Lefranc : Nadia Vandel
- 1969 : Le Pont de Remagen (The Bridge at Remagen) de John Guillermin : la fille polonaise
- 1969 : El ángel de Vicente Escrivá : Ivet
- 1969 : Delitto al circolo del tennis de Franco Rossetti : Benedetta Varzi
- 1969 : Ces messieurs de la famille de Raoul André : Nicole Pelletier
- 1969 : Zeta One de Michael Cort : Clotho
- 1969 : Un jeune couple de René Gainville : Véronique
- 1970 : Poupée d'amour de Mac Ahlberg : Nana
- 1973 : Le Revolver aux cheveux rouges (De revolver met het rode haar) de Denise Geilfus et Frédéric Geilfus : Marie
- 1973 : Blue Blood d'Andrew Sinclair : Carlotta
- 1974 : Le Plumard en folie de Jacques Lemoine : Sylviane, la femme de chambre
- 1975 : La Maison des amants de Jean-Paul Sassy : Catherine
- 1976 : Le Chasseur de chez Maxim's de Claude Vital : Lulu
- 1976 : Dracula père et fils d'Édouard Molinaro : Miss Gaylor
- 1977 : L'Hôtel de la plage de Michel Lang : Brenda Taylor
- 1978 : Le Gang de la terreur arrive (en) (Sweeney 2) de Tom Clegg (en) : Mme Hill
- 1981 : On n'est pas des anges... elles non plus de Michel Lang

### Télévision
- 1965 : Mademoiselle de La Ferté, d'après le roman de Pierre Benoit, téléfilm de Gilbert Pineau : Anne de La Ferté
- 1966 : Les affaires sont les affaires, téléfilm de Gilbert Pineau, d'après la pièce d'Octave Mirbeau : Germaine Lechat
- 1966 : La Machine à écrire, téléfilm français de Gilbert Pineau d'après la pièce de théâtre de Jean Cocteau : Margot
- 1966 : La Mouette, d'Anton Tchekhov, téléfilm de Gilbert Pineau : Nina
- 1967 : Ne fais pas ça Isabella de Gilbert Pineau
- 1967 : Meurtre en sourdine de Gilbert Pineau
- 1970 : Amicalement vôtre (The Persuaders), série télévisée, épisode Un drôle d'Oiseau (The Old, the New and the Deadly), de Leslie Norman : Suzy Wager
- 1973 : Les Mécontents, de Bernard Guillou : la Comtesse des Tournelles
- 1973 : Karatekas and Co, série télévisée de Edmond Tyborowski : Diana

## Publications
- La guerre est plutôt malsaine pour les enfants, Robert Laffont, 1983
- Il fait beau à n'y pas croire, Robert Laffont, 1986